# Natura 2000-område nr. 54 Yding Skov og Ejer Skov
Natura 2000-område nr. 54 Yding Skov og Ejer Skov er et EU-habitatområde (H50), der har et areal på i alt 130 hektar, hvoraf 123 ha er skov.
Yding og Ejer Skov er det højest beliggende moræneplateau i Danmark, og området indeholder både sandede og lerede partier. Skovene består af typiske parcelskove med mange forskellige ejere, og er en mosaik af frodig løvskov og mager nåleskov.
Yding Skov er meget besøgt på grund af Yding Skovhøj, der med sine 173 meter er blandt Danmarks højeste punkter.
Bjergskov Bæk løber mod nord til Mossø, og kommer fra kalkrige vældmoser i skovskrænterne. Den hurtigtløbende bæk er meget ren og har stenede og grusede bundforhold med høj artsdiversitet af smådyr, herunder mange sjældne arter som kun trives i rent vand.
Natura 2000-område er specielt udpeget på grund af de bøgedominerede skovnaturtyper, elle-/askeskovene samt de mange små kildevæld, som føder Bjergskov Bæk.
Af det samlede areal på 6 hektar er de godt 12 ha omfattet af naturbeskyttelseslovens § 3:
- 6,5 km vandløb
- 0,3 ha sø (3 små søer)
- 8,5 ha mose (12 arealer)
- 3,0 ha overdrev (1 areal)
- 1,0 ha fersk eng (2 arealer)[1][2]

Natura 2000-planen er vedtaget i 2011, hvorefter kommunalbestyrelserne
og Naturstyrelsen udarbejdede bindende handleplaner for
gennemførelsen af planen.  Planen videreføres og videreudvikles i senere planperioder.
Natura 2000-området ligger i Skanderborg og Horsens Kommuner , og naturplanen koordineres med vandplanen 1.5 Randers Fjord.

## Eksterne kilder og henvisninger
1. 1 2  Miljøstyrelsen Midtjylland (juni 2023). "Naturplan 2022-2027  Natura 2000-område nr.  54 Yding Skov og Ejer Skov" (PDF). mst.dk. Miljøstyrelsen. Arkiveret (PDF) fra originalen 1. juni 2024. Hentet 1. juni 2024.
2. 1 2  
Miljøstyrelsen Midtjylland (november 2021). "Revideret basisanalyse 2022-2027  Natura 2000-område nr.  54 Yding Skov og Ejer Skov" (PDF). mst.dk. Miljøstyrelsen. Arkiveret (PDF) fra originalen 1. juni 2024. Hentet 1. juni 2024.
3. ↑  "Natura 2000-planlægning 2022-2027". mst.dk. Miljøstyrelsen. 2023. Arkiveret fra originalen 29. marts 2024. Hentet 11. maj 2024.

- Kort over området på miljoegis.mim.dk/
- Plandokumenter for Natura 2000-områderne i Jylland Øst for perioden 2022-2027.